# Lijst van planetoïden 18701-18800
Dit is een lijst van planetoïden 18701-18800. Voor de volledige lijst zie de lijst van planetoïden.
Stand per 21 maart 2022. Afgeleid uit data gepubliceerd door het Minor Planet Center.
| Naam                 | Voorlopige naamgeving | Datum ontdekking  | Ontdekker                            |
| -------------------- | --------------------- | ----------------- | ------------------------------------ |
| (18701) -            | 1998 HB57             | 21 april 1998     | LINEAR                               |
| (18702) Sadowski     | 1998 HG68             | 21 april 1998     | LINEAR                               |
| (18703) -            | 1998 HN68             | 21 april 1998     | LINEAR                               |
| (18704) Brychristian | 1998 HF87             | 21 april 1998     | LINEAR                               |
| (18705) -            | 1998 HX88             | 21 april 1998     | LINEAR                               |
| (18706) -            | 1998 HV93             | 21 april 1998     | LINEAR                               |
| (18707) Annchi       | 1998 HO96             | 21 april 1998     | LINEAR                               |
| (18708) Danielappel  | 1998 HT97             | 21 april 1998     | LINEAR                               |
| (18709) Laurawong    | 1998 HE99             | 21 april 1998     | LINEAR                               |
| (18710) -            | 1998 HF100            | 21 april 1998     | LINEAR                               |
| (18711) -            | 1998 HL100            | 21 april 1998     | LINEAR                               |
| (18712) -            | 1998 HN108            | 23 april 1998     | LINEAR                               |
| (18713) -            | 1998 HM114            | 23 april 1998     | LINEAR                               |
| (18714) -            | 1998 HQ114            | 23 april 1998     | LINEAR                               |
| (18715) -            | 1998 HE121            | 23 april 1998     | LINEAR                               |
| (18716) -            | 1998 HV121            | 23 april 1998     | LINEAR                               |
| (18717) -            | 1998 HZ127            | 18 april 1998     | LINEAR                               |
| (18718) -            | 1998 HJ128            | 19 april 1998     | LINEAR                               |
| (18719) -            | 1998 HH138            | 21 april 1998     | LINEAR                               |
| (18720) Jerryguo     | 1998 HP145            | 21 april 1998     | LINEAR                               |
| (18721) -            | 1998 HC146            | 21 april 1998     | LINEAR                               |
| (18722) -            | 1998 HF148            | 25 april 1998     | E. W. Elst                           |
| (18723) -            | 1998 JO1              | 1 mei 1998        | NEAT                                 |
| (18724) -            | 1998 JV1              | 1 mei 1998        | NEAT                                 |
| (18725) Atacama      | 1998 JL3              | 2 mei 1998        | ODAS                                 |
| (18726) -            | 1998 KC2              | 22 mei 1998       | LINEAR                               |
| (18727) Peacock      | 1998 KW3              | 22 mei 1998       | LONEOS                               |
| (18728) Grammier     | 1998 KZ3              | 22 mei 1998       | LONEOS                               |
| (18729) Potentino    | 1998 KJ4              | 22 mei 1998       | LONEOS                               |
| (18730) Wingip       | 1998 KV7              | 23 mei 1998       | LONEOS                               |
| (18731) Vilʹbakirov  | 1998 KW7              | 23 mei 1998       | LONEOS                               |
| (18732) -            | 1998 KP19             | 22 mei 1998       | LINEAR                               |
| (18733) -            | 1998 KV31             | 22 mei 1998       | LINEAR                               |
| (18734) Darboux      | 1998 MY1              | 20 juni 1998      | P. G. Comba                          |
| (18735) Chubko       | 1998 MH46             | 23 juni 1998      | LONEOS                               |
| (18736) -            | 1998 NU               | 2 juli 1998       | Spacewatch                           |
| (18737) Aliciaworley | 1998 QP79             | 24 augustus 1998  | LINEAR                               |
| (18738) -            | 1998 SN22             | 23 september 1998 | Višnjan Observatory                  |
| (18739) Larryhu      | 1998 SH79             | 26 september 1998 | LINEAR                               |
| (18740) -            | 1998 VH31             | 14 november 1998  | T. Kobayashi                         |
| (18741) -            | 1998 WB6              | 18 november 1998  | S. Ueda, H. Kaneda                   |
| (18742) -            | 1998 XX30             | 14 december 1998  | LINEAR                               |
| (18743) -            | 1998 YD5              | 18 december 1998  | ODAS                                 |
| (18744) -            | 1999 AU               | 7 januari 1999    | T. Kobayashi                         |
| (18745) San Pedro    | 1999 BJ14             | 23 januari 1999   | ODAS                                 |
| (18746) -            | 1999 FT20             | 19 maart 1999     | Spacewatch                           |
| (18747) Lexcen       | 1999 FN21             | 26 maart 1999     | J. Broughton                         |
| (18748) -            | 1999 GV               | 5 april 1999      | K. Korlević                          |
| (18749) Ayyubguliev  | 1999 GA8              | 9 april 1999      | LONEOS                               |
| (18750) Leonidakimov | 1999 GA9              | 10 april 1999     | LONEOS                               |
| (18751) Yualexandrov | 1999 GO9              | 15 april 1999     | LONEOS                               |
| (18752) -            | 1999 GZ16             | 15 april 1999     | LINEAR                               |
| (18753) -            | 1999 GE17             | 15 april 1999     | LINEAR                               |
| (18754) -            | 1999 GL21             | 15 april 1999     | LINEAR                               |
| (18755) Meduna       | 1999 GS21             | 15 april 1999     | LINEAR                               |
| (18756) -            | 1999 GY34             | 6 april 1999      | LINEAR                               |
| (18757) -            | 1999 HT               | 18 april 1999     | F. B. Zoltowski                      |
| (18758) -            | 1999 HD2              | 19 april 1999     | K. Korlević, M. Jurić                |
| (18759) -            | 1999 HO2              | 20 april 1999     | P. R. Holvorcem                      |
| (18760) -            | 1999 HY7              | 19 april 1999     | Spacewatch                           |
| (18761) -            | 1999 HA8              | 20 april 1999     | Spacewatch                           |
| (18762) -            | 1999 HC9              | 17 april 1999     | LINEAR                               |
| (18763) -            | 1999 JV2              | 8 mei 1999        | Beijing Schmidt CCD Asteroid Program |
| (18764) -            | 1999 JA12             | 13 mei 1999       | LINEAR                               |
| (18765) -            | 1999 JN17             | 14 mei 1999       | LINEAR                               |
| (18766) Broderick    | 1999 JA22             | 10 mei 1999       | LINEAR                               |
| (18767) -            | 1999 JD22             | 10 mei 1999       | LINEAR                               |
| (18768) Sarahbates   | 1999 JE22             | 10 mei 1999       | LINEAR                               |
| (18769) -            | 1999 JS24             | 10 mei 1999       | LINEAR                               |
| (18770) Yingqiuqilei | 1999 JN25             | 10 mei 1999       | LINEAR                               |
| (18771) Sisiliang    | 1999 JA26             | 10 mei 1999       | LINEAR                               |
| (18772) -            | 1999 JR34             | 10 mei 1999       | LINEAR                               |
| (18773) Bredehoft    | 1999 JY36             | 10 mei 1999       | LINEAR                               |
| (18774) Lavanture    | 1999 JT38             | 10 mei 1999       | LINEAR                               |
| (18775) Donaldeng    | 1999 JD39             | 10 mei 1999       | LINEAR                               |
| (18776) Coulter      | 1999 JP39             | 10 mei 1999       | LINEAR                               |
| (18777) Hobson       | 1999 JA41             | 10 mei 1999       | LINEAR                               |
| (18778) -            | 1999 JW43             | 10 mei 1999       | LINEAR                               |
| (18779) Hattyhong    | 1999 JN44             | 10 mei 1999       | LINEAR                               |
| (18780) Kuncham      | 1999 JY44             | 10 mei 1999       | LINEAR                               |
| (18781) Indaram      | 1999 JH45             | 10 mei 1999       | LINEAR                               |
| (18782) Joanrho      | 1999 JJ46             | 10 mei 1999       | LINEAR                               |
| (18783) Sychamberlin | 1999 JL47             | 10 mei 1999       | LINEAR                               |
| (18784) -            | 1999 JS47             | 10 mei 1999       | LINEAR                               |
| (18785) Betsywelsh   | 1999 JV48             | 10 mei 1999       | LINEAR                               |
| (18786) Tyjorgenson  | 1999 JS53             | 10 mei 1999       | LINEAR                               |
| (18787) Kathermann   | 1999 JV53             | 10 mei 1999       | LINEAR                               |
| (18788) Carriemiller | 1999 JX53             | 10 mei 1999       | LINEAR                               |
| (18789) Metzger      | 1999 JV56             | 10 mei 1999       | LINEAR                               |
| (18790) Ericaburden  | 1999 JG57             | 10 mei 1999       | LINEAR                               |
| (18791) -            | 1999 JF58             | 10 mei 1999       | LINEAR                               |
| (18792) -            | 1999 JL60             | 10 mei 1999       | LINEAR                               |
| (18793) -            | 1999 JW60             | 10 mei 1999       | LINEAR                               |
| (18794) Kianafrank   | 1999 JG62             | 10 mei 1999       | LINEAR                               |
| (18795) -            | 1999 JT63             | 10 mei 1999       | LINEAR                               |
| (18796) Acosta       | 1999 JH64             | 10 mei 1999       | LINEAR                               |
| (18797) -            | 1999 JT64             | 10 mei 1999       | LINEAR                               |
| (18798) -            | 1999 JG65             | 12 mei 1999       | LINEAR                               |
| (18799) -            | 1999 JZ73             | 12 mei 1999       | LINEAR                               |
| (18800) Terresadodge | 1999 JL76             | 10 mei 1999       | LINEAR                               |